# کیزیک (گوموش‌حاجی‌کوی)
کیزیک (به ترکی استانبولی: Kızık) یک منطقهٔ مسکونی در ترکیه است که در گوموش‌حاجی‌کوی واقع شده‌است.